# مايك هندرسون
مايك هندرسون (بالإنجليزية: Mike Henderson)‏ هو مغن مؤلف ومغني أمريكي، ولد في 1953 في إنديبندنس في الولايات المتحدة.

## وصلات خارجية
- الموقع الرسمي
- مايك هندرسون على موقع IMDb (الإنجليزية)
- مايك هندرسون على موقع ميوزك برينز (الإنجليزية)
- مايك هندرسون على موقع أول ميوزيك (الإنجليزية)
- مايك هندرسون على موقع ديسكوغز (الإنجليزية)